# 사는 것 산다는 것 살아간다는 것
사는 것 산다는 것 살아간다는 것은 2005년에 제작된 단편 영화이다.

## 줄거리
한 노인의 인생 굴곡을 감각적인 빛의 흐름을 통해 표현하는 단편 영화이다.